# Riobamba Sporting Club
El Riobamba Sporting Club es un club deportivo profesional de básquetbol de Ecuador, que debutó en 2017, en el torneo Liga BásquetPro con buena participación en series menores. 

Los Leones de Riobamba ha tenido el honor de que algunos de sus  jugadores han  sido nominados a la Selección ecuatoriana de Básquetbol. Además, podemos contar que Riobamba es una de las ciudades más basqueteras en el Ecuador.

## = Plantilla 2023
1.- Julian Cadena
2.- Tony Farmer
5.- Sergio Cadena 
7.- Sammy Mojica
8.- Alfredo Salgado
9.- Andrés Jaramillo
10.- Andriy Erazo
15.- Juan Riera
21.- Patricio Cortéz
23.- Jordan Cardenas
24.- Joe Hampton
34.- Joel Cortéz
}
55.- Manu Gómez
91.- Javier BolloLeones de Riobamba